# The Archies
The Archies furono un gruppo garage rock e bubblegum pop immaginario statunitense composto dai giovani protagonisti del cartone animato Archie e Sabrina, basato sui fumetti della Archie Comics.
La musica del gruppo fu registrata da alcuni musicisti fra cui Ron Dante, e pubblicata in una serie di singoli ed album. Il loro principale successo fu il singolo Sugar, Sugar, che nel 1969 arrivò al primo posto della Billboard Hot 100 per quattro settimane ed in classifiche di altri paesi, e consolidò il genere bubblegum pop.

## Composizione del gruppo

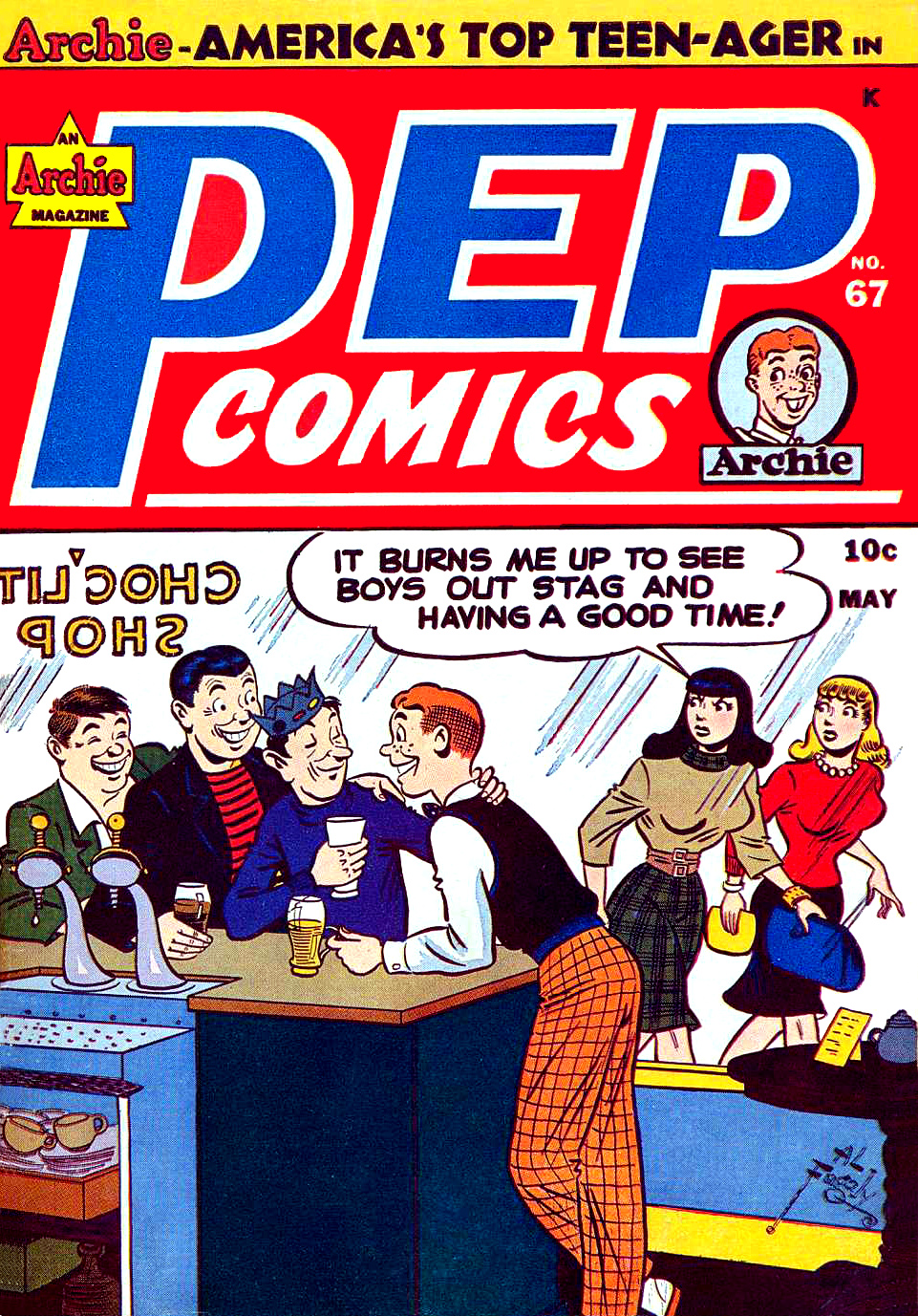
I protagonisti di Archie sulla copertina di Pep n. 67 (maggio 1948), disegni di Al Fagaly

I personaggi immaginari che formavano gli Archies erano:
- Archie - chitarra
- Reggie - seconda chitarra (o basso)
- Jughead - batteria
- Betty - percussioni
- Veronica - tastiera
- Hot Dog - mascotte

### Discografia
- The Archies (1968)
- Everything's Archie (1969)
- Jingle Jangle (1969)
- Sunshine (1970)
- The Archies Greatest Hits (1970)
- This Is Love (1971)
- The Archies Christmas Album (2008)
- The Legend Collection (2022)